# Elmalık, Orta
Elmalık là một thị trấn thuộc huyện Orta, tỉnh Çankırı, Thổ Nhĩ Kỳ. Dân số thời điểm năm 2010 là 989 người.